# Judas från Galileen
Judas från Galileen, eller Judas från Gamala, var en judisk farisé och upprorsledare som ledde ett våldsamt motstånd mot romarnas skattskrivning år 6-7 e.Kr. Men upproret slogs brutalt ner av romarna. Judas idéer levde dock vidare, till politiska aktivister som senare formades till den selotiska rörelsen. Judas hävdade att betala skatt till kejsaren var att bryta mot det första budet.